# Konix Multisystem
La Konix Multisystem fue una consola de videojuegos cancelada que estuvo bajo desarrollo por Konix, un fabricante británico de periféricos para ordenador.

## Trasfondo
La Konix Multisystem nació en 1988 como un diseño de periférico Konix avanzado destinado a aprovechar el éxito de la gama de joysticks  de la compañía. El diseño, de nombre clave Slipstream, se asemejaba a un controlador de videojuego estilo panel, y podía ser configurado con un volante, un volante de vuelo y un manillar de motocicleta. Prometía especificaciones avanzadas tales como tecnología háptica, desconocidas en el ámbito doméstico.
Sin embargo, pronto se hizo evidente que el proyecto Slipstream tenía el potencial de ser mucho más que un periférico. Konix se dirigió a su compañía hermana Creative Devices Ltd, desarrolladora de hardware, para diseñar un sistema de videojuegos y colocarlo dentro del controlador, lo que lo convertiría en una consola por derecho propio. Poco después de iniciado el desarrollo el fundador y presidente de Konix, Wyn Holloway, se cruzó con un artículo de una revista que describía el trabajo de un grupo de diseñadores de hardware británicos cuyo último diseño buscaba un hogar.
El artículo en cuestión, publicado en el número 10 de la Revista ACE de julio de 1988, hablaba de Flare Technology, un grupo de diseñadores de hardware quienes, habiéndose escindido de Sinclair Research (creadora de los ordenadores domésticos ZX81 y ZX Spectrum), continuaron con su trabajo basado en el abortado proyecto Loki de Sinclair para crear un sistema conocido como Flare One.
El prototipo de Flare estaba basado en un Z80, pero contaba con cuatro chips personalizados que le proporcionaban la potencia necesaria para competir con sistemas contemporáneos tales como el Commodore Amiga y el Atari ST.
Flare orientaba su máquina específicamente al mercado de videojuegos, descartando características como el modo de texto a 80 columnas (considerado requisito imprescindible para aplicaciones de negocios tales como procesadores de texto) en favor de un mayor rendimiento gráfico. Esto significó que a pesar de su modesta CPU de 8-bits, el sistema podía compararse con las máquinas de 16-bits disponibles en el mercado de la época. Era capaz de mover sprites y bloques gráficos más rápido que un Atari ST, y en 256 colores en condiciones en las que el ST solo podría mostrar 16. Podría también dibujar líneas 3 veces más rápido que un Amiga e incluso realizar los cálculos de modelos 3D más rápido que el Acorn Archimedes, de 32-bits.
A pesar de estas especificaciones, y teniendo en cuenta su orientación al mercado del videojuego, Flare pretendía vender su máquina por unas £200, la mitad del precio del Amiga y el ST; aunque los recursos de Flare para fabricarla en masa eran limitados.

## Desarrollo
Holloway se acercó a Flare, proponiéndoles unir sus respectivas tecnologías para crear una innovadora nueva clase de consola de videojuegos, con el hardware de proceso integrado en el controlador principal, asociándose en julio de 1988. El desarrollo fue llevado a cabo por Flare, con la asistencia del programador de videojuegos británico Jeff Minter. 
Konix quería que la máquina usase un procesador de 16-bits, por lo que el Z80 fue sustituido por un 8086. También pidió ampliar la paleta de colores a 4096, igual que la de Amiga. Para reducir los costes de fabricación, los cuatro chips personalizados del Flare One fueron integrados en uno, mientras que, para reducir los costes del software, se decidió usar como soporte disquetes en lugar de cartuchos ROM usados universalmente por todas las consolas hasta aquel momento.
La embrionaria consola fue presentada a la prensa especializada en una feria de juguetes celebrada en el Earls Court Exhibition Centre en febrero de 1989. Contaba con un rendimiento líder en el mercado, soporte MIDI y revolucionarios periféricos, incluyendo una pistola de luz con retroceso y una silla motorizada, diseñada para reproducir en casa lo que juegos arcade tales como After Burner y Out Run proporcionaban en los salones recreativos usando motores hidráulicos. Otra característica innovadora era la capacidad de conectar dos MultiSystems para permitir partidas uno contra uno. El lanzamiento fue programado para agosto de ese año.
Varios juegos en desarrollo tenían una versión para Konix Multisystem, incluyendo Hammerfist de Vivid Image.

## Especificaciones
- CPU: Procesador 8086 de 16 bits (corriendo a 6 MHz).
- Co-procesador: Procesador ASIC.
- RAM: 128K RAM - aumentada posteriormente a 256K RAM tras las quejas de los desarrolladores.

Un cartucho opcional de 512K RAM fue considerado para ampliar la RAM total de la máquina a 768K.
- Gráficos:
  - Procesador gráfico personalizado.
  - Paleta de 4096 colores.
  - Resoluciones:
    - 256×200 (256 colores).
    - 512×200 (16 colores).
    - 256×200 (16 colores).
- Sonido:
  - DSP RISC propio.
  - Sonido estéreo.
- Almacenamiento: Unidad de disco de 3.5", 880KB.
- Misc: Bahía de para cartuchos de expansión.

### Problemas y limitaciones
A pesar de las, sobre el papel, impresionantes especificaciones, el diseño sufría algunas limitaciones. Nick Speakman, miembro de la desarrolladora de software Binary Designs, apuntó que “los chips personalizados son muy potentes, pero requieren mucho talento para sacar algo de ellos. El manejo de la pantalla [tampoco] es tan rápido como pensábamos.”
Brian Pollock, del editor de software Logotron, destacó las limitaciones provocadas por la escasez de RAM (cuya capacidad se mantuvo baja para abaratar costes), “Mi única preocupación es la memoria, o falta de ella. Por ejemplo, en el juego que estoy escribiendo uso sonido FM sintetizado de seis canales. Esto ocupa una cantidad enorme de memoria. No podría meter más muestras, y eso es una pena.”
El problema de la memoria fue también señalado por la revista Crash, que apuntaba que el soporte de disquete significaba que los juegos tenían que ser cargados primero en la RAM de la máquina (originalmente planificada en 128k), requiriendo que el sistema accediese constantemente a la unidad de disco. Konix pretendía solucionar esto con cartuchos de ampliación de RAM, suponiendo que el precio de esta cayese en el futuro.
Sin embargo, la recepción general del sistema por parte de los programadores fue positiva. Jeff Minter describió el controlador como “soberbio,” mientras Chris Walsh, de Argonaut Games, afirmó que “Los juegos poligonales como Starglider 2 serán fáciles de programar. La máquina está orientada para rotar gran cantidad de vértices a tasas increíbles.”
Numerosas desarrolladoras fueron reclutadas para producir juegos para el sistema, incluyendo Llamasoft, Electronic Arts, Psygnosis, Ocean, Palace y U.S. Gold, con Konix prometiendo 40 juegos disponibles en Navidad. Se sugirió que Lucasfilm actuaría como desarrolladora, con la posibilidad de lanzar una versión de la consola con su propia marca en los Estados Unidos, algo que nunca llegó a confirmarse.